# Mirela Barbălată
Mirela Barbălată (Rumania, 23 de octubre de 1967) es una gimnasta artística rumana, subcampeona mundial en 1983 en el concurso por equipos.

## 1983
En el Mundial de Budapest 1983 gana la plata por equipos, tras la Unión Soviética (oro) y delante de Alemania del Este (bronce), siendo sus compañeras de equipo: Lavinia Agache, Simona Renciu, Laura Cutina, Mihaela Stănuleţ y Ecaterina Szabo.